# The Hole – Wovor hast Du Angst?
The Hole – Wovor hast Du Angst? (Originaltitel: The Hole, Alternativtitel: The Hole – Die geheimnisvolle Falltür) ist ein US-amerikanischer Horrorfilm von Joe Dante aus dem Jahr 2009.

## Handlung
Dane und sein kleiner Bruder Lucas ziehen mit ihrer Mutter Susan aus New York in die Kleinstadt Bensenville, welche sich im Mittleren Westen der USA befindet. Sie wollen damit einen Schlussstrich unter die Vergangenheit ziehen, in der die Familie unter einem gewalttätigen Vater zu leiden hatte, der mittlerweile im Gefängnis sitzt. Die Bedenken Danes, er werde sich in der Provinz zu Tode langweilen, zerstreuen sich bald, als er die attraktive Nachbarstochter Julie kennen lernt. Gemeinsam mit ihr erforschen die Brüder ein geheimnisvolles, tiefes Loch, das sich unter einem Holzverschlag im Keller ihres Hauses befindet.
Zu ihrem Erschrecken müssen sie feststellen, dass dem Loch übernatürliche Kräfte entweichen. Ihnen wird klar, dass sich ihre innersten Ängste und unverarbeiteten Erinnerungen aus dem Loch heraus manifestieren, um sie zu terrorisieren. Im Falle des kleinen Lucas ist es eine diabolisch lachende Harlekinspuppe, Julie wird vom Geist einer Kindheitsfreundin heimgesucht, der sie einst nicht helfen konnte, als diese in einem Vergnügungspark zu Tode stürzte, und für Dane ist es der brutale Vater, dem er nicht gewachsen war. Schließlich gelingt es jedem auf seine Art, seine Ängste zu überwinden und die Dämonen der Vergangenheit zu besiegen. Es gelingt ihnen, die Klappe zu schließen und beim nächsten Öffnen ist statt des tiefen Lochs nur eine Grube mit einem Wasserrohr zu sehen. Zum Schluss gehen die Kinder mit der Mutter die Kellertreppe hinauf und die Mutter sagt: „Ich hatte früher vor Monstern unter meinem Bett Angst“, woraufhin sich die Falltür wieder öffnet.

## Kritiken
„Obgleich ‚The Hole‘ fast ohne einen Tropfen Blut auskommt, fallen manche Sequenzen dann doch etwas zu gruselig für ein ganz junges Publikum aus. Bei alteingesessenen Horrorhasen wird sich hingegen eher ein wohliges Nostalgiegefühl einstellen, als Gänsehaut […] Joe Dante hat mit ‚The Hole‘ einen soliden Familien-Gruselfilm abgeliefert, der durch seine gelungene Umsetzung bis zum Schluss unterhält, dabei aber auffällig wenig Neues zu bieten hat.“

## Hintergrund
Der Film feierte seine Premiere im Rahmen des Toronto International Film Festivals am 12. September 2009. In Deutschland erschien der Film auf DVD am 7. Juni 2011.
Gedreht wurde er mit einem geschätzten Budget von 12 Mio. Dollar in Kittanning (Pennsylvania), z. B. an der Kittanning Citizens Bridge, und im kanadischen Vancouver. Die weltweiten Einnahmen beliefen sich auf 10.362.785 $. Europaweit wurden 1.157.749 Kinobesucher gezählt.
Das Buch, das Julie im Bett liest, enthält eine Analogie zum Inhalt des Films. Es handelt sich um La Divina Commedia von Dante Alighieri und das Credo auf dem Buchdeckel nimmt eindeutig Bezug auf die Personen, die im Loch verschwinden:

„Lasciate ogne speranza, voi ch’entrate.“

„Ihr, die hier eintretet, habet alle Hoffnung verloren.“

## Filmmusik
- Early Morning Blackout – Jr. Juggernaut
- Nitro – Cool Catz
- Flaws and All – Sarah Solovay
- Shake ’n Shout – Pete Surdoval
- Get Get Get